# Osiedle miejskie monastyrszczyńskie
Monastyrszczinskoje (ros. Монастырщинское городское поселение) – jednostka administracyjna (osiedle miejskie) wchodząca w skład rejonu monastyrszczinskiego w оbwodzie smoleńskim w Rosji.
Centrum administracyjnym osiedla miejskiego jest osiedle typu miejskiego dieriewnia Monastyrszczina.

## Geografia
Powierzchnia osiedla miejskiego wynosi 10,51 km², a jego głównymi rzekami są Wichra i Gorodnia.

## Historia
Osiedle powstało na mocy uchwały obwodu smoleńskiego z 2 grudnia 2004 r., z późniejszymi zmianami – uchwała z dnia 28 maja 2015 roku.

## Demografia
W 2020 roku osiedle miejskie zamieszkiwało 3500 osób.

## Miejscowości
W skład jednostki administracyjnej wchodzi tylko 1 miejscowość (Monastyrszczina).